# 拉法埃洛·卡塞尔塔
拉法埃洛·卡塞尔塔（義大利語：Raffaelo Caserta，1972年8月15日—），意大利击剑运动员。他曾代表意大利参加1996年和2000年夏季奥林匹克运动会击剑比赛，其中1996年奥运会收获男子团体佩剑的铜牌。